# 컬러 오브 나이트
《컬러 오브 나이트》(Color Of Night)는 미국에서 제작된 리처드 러쉬 감독의 1994년 미스터리, 스릴러 영화이다. 브루스 윌리스 등이 주연으로 출연하였고 버즈 파이트션스 등이 제작에 참여하였다.

## 출연

### 주연
- 브루스 윌리스
- 제인 마치

### 조연
- 루벤 블레이즈
- 레슬리 앤 워렌
- 스콧 바큘라
- 브래드 듀리프
- 랜스 헨릭슨

## 기타
- Co-PD: 카민 조조라
- Co-PD: 데이비드 윌리스
- 미술: 제임스 L. 쇼페
- 의상: Jacki Arthur
- 배역: 웬디 커츠만

## KBS 성우진 (1996년 2월 19일)
- 이정구 - 빌 카파(브루스 윌리스)
- 정미숙 - 로즈(제인 마치)
- 김현직
- 유강진
- 정기항
- 손정아
- 장광
- 최문자
- 안종익
- 윤병화
- 김민석
- 문관일

## 사운드트랙
1. "Love Theme", Dominic Frontiere (4:44)
2. "Color Blind", Dominic Frontiere (2:10)
3. "Sessions", Dominic Frontiere (5:22)
4. "Rain", Lauren Christy (5:27)
5. "The Color Of The Night", Jud Friedman, Lauren Christy, Dominic Frontiere (cantonese: Karen Tong) (3:55)
6. "The Color Of The Night [Instrumental version]", Brian McKnight (2:59)
7. "Rose's Theme", Dominic Frontiere (3:33)
8. "Etude For Murder", Dominic Frontiere (3:33)
9. "The Photograph", Dominic Frontiere (2:23)
10. "Just To See You", Lowen & Navarro (3:55)